# Vuelta a Colombia 1981
La 31.ª edición de la Vuelta a Colombia tuvo lugar entre el 16 y el 29 de junio de 1981. El boyacense Fabio Enrique Parra del equipo Lotería de Boyacá A se coronó campeón con un tiempo de 43 h, 2 min y 56 s. 

## Equipos participantes
| Equipo                                     | Categoría  |
| ------------------------------------------ | ---------- |
| Bicicletas Ositto                          | Aficionado |
| Cerveza Pilsen                             | Aficionado |
| Checoslovaquia                             | Aficionado |
| Freskola                                   | Aficionado |
| Juventud Duitama                           | Aficionado |
| Lotería de Boyacá A                        | Aficionado |
| Lotería de Boyacá B                        | Aficionado |
| Mixto Freskola-Bicicletas Ositto           | Aficionado |
| Mixto Valle-Bogotá                         | Aficionado |
| Mixto Yaneth-Sutextil-Vinícola Los Frayles | Aficionado |
| Perfumería Yaneth                          | Aficionado |
| Provincia de Cundinamarca                  | Aficionado |
| Telecom                                    | Aficionado |
| Valyin de Pereira                          | Aficionado |
| Vinícola Los Fayles-Leche Sana             | Aficionado |

## Etapas
| Etapa      | Fecha       | Recorrido                                         | Distancia (km)     | Ganador                  | Líder                   |                    |
| ---------- | ----------- | ------------------------------------------------- | ------------------ | ------------------------ | ----------------------- | ------------------ |
| 1.ª etapa  | 16 de junio | Circuito en Cúcuta                                | 20 (CRE)           | Equipo Freskola          | Alfonso Flórez Ortiz    |                    |
| 2.ª etapa  | 16 de junio | Cúcuta - Pamplona                                 | 75                 | Israel Corredor Fonseca  | Israel Corredor Fonseca |                    |
| 3.ª etapa  | 17 de junio | Pamplona - Bucaramanga                            | 125                | Abelardo Ríos            | Epifanio Arcila         |                    |
| 4.ª etapa  | 18 de junio | Bucaramanga - San Gil                             | 98                 | Israel Corredor Fonseca  | Epifanio Arcila         |                    |
| 5.ª etapa  | 19 de junio | El Socorro - Tunja                                | 168                | Jesús Antonio Agudelo    | Epifanio Arcila         |                    |
| 6.ª etapa  | 20 de junio | Tunja - Bogotá                                    | 141                | Rafael Acevedo Porras    | Epifanio Arcila         |                    |
| 7.ª etapa  | 21 de junio | Circuito en Bogotá                                | 120                | Pacho Rodríguez          | Epifanio Arcila         |                    |
|            | 22 de junio | Descanso en Bogotá                                | Descanso en Bogotá | Descanso en Bogotá       | Descanso en Bogotá      | Descanso en Bogotá |
| 8.ª etapa  | 23 de junio | Bogotá - Honda                                    | 150                | Pacho Rodríguez          | Epifanio Arcila         |                    |
| 9.ª etapa  | 24 de junio | Fresno - Manizales (Inicialmente desde Mariquita) | 95 (118)           | Fabio Enrique Parra      | Epifanio Arcila         |                    |
| 10.ª etapa | 25 de junio | Pereira - Riosucio                                | 111                | José Patrocinio Jiménez  | Epifanio Arcila         |                    |
| 11.ª etapa | 26 de junio | Supía - Medellín                                  | 144                | Rafael Antonio Niño      | Epifanio Arcila         |                    |
| 12.ª etapa | 27 de junio | Caldas - Anserma                                  | 166                | Rafael Acevedo Porras    | Fabio Enrique Parra     |                    |
| 13.ª etapa | 28 de junio | Pereira - Cerrito (Pereira)                       | 17 (CRI)           | Milos Hradzdira          | Fabio Enrique Parra     |                    |
| 14.ª etapa | 28 de junio | Cerrito (Pereira) - Buga                          | 131                | Vojtech Breska           | Fabio Enrique Parra     |                    |
| 15.ª etapa | 29 de junio | Buga - Loboguerrero - Cali                        | 128                | Manuel Ignacio Gutiérrez | Fabio Enrique Parra     |                    |

## Clasificaciones finales

### Clasificación general
Los diez primeros en la clasificación general final fueron:
| Clasificación general |                          |                                 |                 |
| Ciclista              | Ciclista                 | Equipo                          | Tiempo          |
| --------------------- | ------------------------ | ------------------------------- | --------------- |
| 1.º                   | Fabio Enrique Parra      | Lotería de Boyacá A             | 43 h 2 min 56 s |
| 2.º                   | Julio Alberto Rubiano    | Perfumería Yaneth               | + 1 min 14 s    |
| 3.º                   | Epifanio Arcila          | Cerveza Pilsen                  | + 3 min 01 s    |
| 4.º                   | Rafael Antonio Niño      | Lotería de Boyacá A             | + 3 min 07 s    |
| 5.º                   | José Patrocinio Jiménez  | Freskola A                      | + 5 min 24 s    |
| 6.º                   | Samuel Cabrera Castañeda | Perfumería Yaneth               | + 8 min 25 s    |
| 7.º                   | Carlos Julio Siachoque   | Perfumería Yaneth               | + 19 min 09 s   |
| 8.º                   | Abelardo Ríos            | Cerveza Pilsen                  | + 20 min 29 s   |
| 9.º                   | Rafael Acevedo Porras    | Lotería de Boyacá A             | + 25 min 29 s   |
| 10.º                  | Israel Corredor Fonseca  | Vinícola Los Frayles-Leche Sana | + 25 min 32 s   |

### Clasificación de la montaña[4]
| Clasificación de la montaña |                         |                                |        |
| Ciclista                    | Ciclista                | Equipo                         | Puntos |
| --------------------------- | ----------------------- | ------------------------------ | ------ |
| 1.º                         | José Patrocinio Jiménez | Freskola A                     | 51     |
| 2.º                         | Rafael Acevedo Porras   | Lotería de Boyacá A            | 33     |
| 3.º                         | Pacho Rodríguez         | Vinícola Los Fayles-Leche Sana | 31     |

### Clasificación de las metas volantes[4]
| Clasificación de las metas volantes |                       |                                 |        |
| Ciclista                            | Ciclista              | Equipo                          | Puntos |
| ----------------------------------- | --------------------- | ------------------------------- | ------ |
| 1.º                                 | Pacho Rodríguez       | Vinícola Los Frayles-Leche Sana | 49     |
| 2.º                                 | Rafael Acevedo Porras | Lotería de Boyacá A             | 42     |
| 3.º                                 | Vojtech Breska        | Checoslovaquia                  | 34     |

### Clasificación de la regularidad
| Clasificación de la regularidad |                         |                     |        |
| Ciclista                        | Ciclista                | Equipo              | Puntos |
| ------------------------------- | ----------------------- | ------------------- | ------ |
| 1.º                             | Julio Alberto Rubiano   | Perfumería Yaneth   | 101    |
| 2.º                             | Fabio Enrique Parra     | Lotería de Boyacá A | 67     |
| 3.º                             | José Patrocinio Jiménez | Freskola A          | 63     |

### Clasificación de los novatos
| Clasificación de los novatos |                          |                                 |                  |
| Ciclista                     | Ciclista                 | Equipo                          | Tiempo           |
| ---------------------------- | ------------------------ | ------------------------------- | ---------------- |
| 1.º                          | Samuel Cabrera Castañeda | Perfumería Yaneth               | 43 h 11 min 21 s |
| 2.º                          | Israel Corredor Fonseca  | Vinícola Los Frayles-Leche Sana | + 17 min 07 s    |
| 3.º                          | Luis Alberto Herrera     | Valyin de Pereira               | + 38 min 10 s    |

### Clasificación por equipos
| Clasificación por equipos |                     |                   |
| Equipo                    | Equipo              | Tiempo            |
| ------------------------- | ------------------- | ----------------- |
| 1.º                       | Lotería de Boyacá A | 129 h 53 min 11 s |
| 2.º                       | Perfumería Yaneth   | + 1 min 54 s      |
| 3.º                       | Cerveza Pilsen      | + 45 min 33 s     |